# Sambou Yatabaré
Sambou Yatabaré (Beauvais, 2 febbraio 1989) è un calciatore francese naturalizzato maliano, centrocampista del St Ouen-l'Aumône AS.

## Biografia
È fratello di Mustapha Yatabaré.

## Carriera
Ha fatto il suo debutto nella partita persa dal Caen contro il Grenoble per 2-1. Ha segnato il suo primo gol contro il Nancy.

## Palmarès

### Club

#### Competizioni nazionali
- Ligue 2: 1

Caen: 2009-2010
- Coppa del Belgio: 1

Anversa: 2019-2020